# Colucci Era
Colucci Era is het debuutalbum van de Nederlandse rapgroep Fakkelbrigade. De groep bestaat uit Sticks en Rico (Opgezwolle), James, Typhoon en de producer A.R.T.
Het album werd in 2009 uitgebracht op het label Top Notch. Het album is ook uitgeven in Limited Edition en Super Limited Edition. Bij de Limited Edition (beperkte oplage) werd er ook nog een extra cd bij gegeven met extra nummers.
De gastoptredens bij het album waren Sanders en DuvelDuvel.

## Nummers

### Colucci Era
| Nr. | Titel                | Rappers van de Fakkelbrigade                                            | Gastoptreden | Geproduceerd door |
| --- | -------------------- | ----------------------------------------------------------------------- | ------------ | ----------------- |
| 1.  | Intro (Niet normaal) | Rico, Sticks en Typhoon, Achtergrond: James                             |              | A.R.T             |
| 2.  | Colucci              | Rico, Sticks en Typhoon                                                 | Sanders      | A.R.T             |
| 3.  | Daar met ons         | Rico & Sticks                                                           |              | A.R.T             |
| 4.  | Kostbaar             | Rico                                                                    |              | A.R.T             |
| 5.  | Gezegd en geschreven | Rico, Sticks, Typhoon en James                                          |              | A.R.T             |
| 6.  | Levensgroot          | Rico, Sticks en Typhoon, Sample: Kees van Kooten - De Kick Van Het Niks |              | A.R.T             |
| 7.  | Hitte                | Rico, Sticks, Typhoon en James                                          |              | A.R.T             |
| 8.  | Groen gras           | Rico & Sticks, Achtergrond: Typhoon & Dinopha                           |              | A.R.T             |
| 9.  | Kosmos               | Rico, Sticks en Typhoon                                                 |              | A.R.T             |
| 10. | Zo fris              | Rico, Sticks en Typhoon                                                 |              | A.R.T             |
| 11. | Corazón              | Rico, Sticks en Typhoon, Achtergrond: Delic                             |              | A.R.T             |
| 12. | Karavaan             | Rico, Sticks en Typhoon                                                 |              | A.R.T             |
| 13. | Fakkels en Bananen   | Rico & Sticks                                                           | DuvelDuvel   | A.R.T             |
| 14. | Medicijn             | Rico & Sticks                                                           |              | A.R.T             |
| 15. | Tot hier             | Sticks en Typhoon                                                       |              | A.R.T             |
| 16. | Exclusief            | Rico, Sticks, Typhoon en James                                          | Sanders      | A.R.T             |

- Rico: 15 tracks
- Sticks: 15 tracks
- Typhoon: 12 tracks
- James: 4 tracks

### Bonusschijf; ingeschakeld: Prelude van een Era
Dit is een bonus-cd met extra muziek van de Fakkelbrigade.
| Nr. | Titel              | Rappers van de Fakkelbrigade  | Gastoptreden               | Geproduceerd door |
| --- | ------------------ | ----------------------------- | -------------------------- | ----------------- |
| 1.  | Intro              | Rico & Typhoon                |                            | A.R.T             |
| 2.  | Werk in Uitvoering | Rico, Sticks, Typhoon & James | Sanders, Kebapie & Blaxtar | A.R.T             |
| 3.  | Toekomstmuziek     | Sticks & James                |                            | A.R.T             |
| 4.  | Blokboy            | Sticks                        | Royston Drenthe            | A.R.T             |
| 5.  | Wat het is         | Rico                          |                            | A.R.T             |
| 6.  | Wandelaars         | Typhoon                       |                            | A.R.T             |
| 7.  | Schouders Ophalen  | Sticks, Rico & Typhoon        |                            | A.R.T             |
| 8.  | Praat tot Je       | Sticks & James                |                            | A.R.T             |
| 9.  | Ingeschakeld       | Sticks, Typhoon & James       | Zo Moeilijk                | A.R.T             |
| 10. | Maak Moves         | Sticks & Typhoon              |                            | A.R.T             |
| 11. | Mijn Leven is      | Sticks & James                |                            | A.R.T             |

- Rico: 4 tracks
- Sticks: 8 tracks
- Typhoon: 5 tracks
- James: 5 tracks

## Uitgaven
Cd
| Druk    | Jaar | Drager     | Label                 |
| ------- | ---- | ---------- | --------------------- |
| 1e druk | 2009 | Plastic cd | Top Notch / Universal |

Beperkte oplagen
| Jaar | Info                                                              | Label                 |
| ---- | ----------------------------------------------------------------- | --------------------- |
| 2009 | Beperkte oplage, klein boek met Ingeschakeld: Prelude van een Era | Top Notch / Universal |
| 2009 | Super LTD; Grote Ster                                             | Top Notch / Universal |

## Hitnotering
| "Colucci Era" in de Nederlandse Album Top 100 - binnen: 30-05-2009 | "Colucci Era" in de Nederlandse Album Top 100 - binnen: 30-05-2009 | "Colucci Era" in de Nederlandse Album Top 100 - binnen: 30-05-2009 | "Colucci Era" in de Nederlandse Album Top 100 - binnen: 30-05-2009 | "Colucci Era" in de Nederlandse Album Top 100 - binnen: 30-05-2009 | "Colucci Era" in de Nederlandse Album Top 100 - binnen: 30-05-2009 | "Colucci Era" in de Nederlandse Album Top 100 - binnen: 30-05-2009 | "Colucci Era" in de Nederlandse Album Top 100 - binnen: 30-05-2009 | "Colucci Era" in de Nederlandse Album Top 100 - binnen: 30-05-2009 | "Colucci Era" in de Nederlandse Album Top 100 - binnen: 30-05-2009 | "Colucci Era" in de Nederlandse Album Top 100 - binnen: 30-05-2009 | "Colucci Era" in de Nederlandse Album Top 100 - binnen: 30-05-2009 | "Colucci Era" in de Nederlandse Album Top 100 - binnen: 30-05-2009 | "Colucci Era" in de Nederlandse Album Top 100 - binnen: 30-05-2009 | "Colucci Era" in de Nederlandse Album Top 100 - binnen: 30-05-2009 | "Colucci Era" in de Nederlandse Album Top 100 - binnen: 30-05-2009 |
| Week                                                               | 01                                                                 | 02                                                                 | 03                                                                 | 04                                                                 | 05                                                                 | 06                                                                 | 07                                                                 |                                                                    | 08                                                                 | 09                                                                 | 10                                                                 |                                                                    | 11                                                                 | 12                                                                 |                                                                    |
| ------------------------------------------------------------------ | ------------------------------------------------------------------ | ------------------------------------------------------------------ | ------------------------------------------------------------------ | ------------------------------------------------------------------ | ------------------------------------------------------------------ | ------------------------------------------------------------------ | ------------------------------------------------------------------ | ------------------------------------------------------------------ | ------------------------------------------------------------------ | ------------------------------------------------------------------ | ------------------------------------------------------------------ | ------------------------------------------------------------------ | ------------------------------------------------------------------ | ------------------------------------------------------------------ | ------------------------------------------------------------------ |
| Nummer                                                             | 7                                                                  | 17                                                                 | 48                                                                 | 50                                                                 | 68                                                                 | 58                                                                 | 83                                                                 | uit                                                                | 96                                                                 | 86                                                                 | 91                                                                 | uit                                                                | 84                                                                 | 99                                                                 | uit                                                                |

## Singles
Videoclips
- Colucci
- Levensgroot
- Groen Gras

Bonus-cd:
- Schouders Ophalen

## Prijzen en nominaties
| Jaar | Prijs          | Categorie   |
| ---- | -------------- | ----------- |
| 2009 | 3VOOR12 Awards | Beste Album |
| 2009 | State Awards   | Beste Album |